# Titan (film)
Pour les articles homonymes, voir Titan.
Pour plus de détails, voir Fiche technique et Distribution.
Titan (The Titan) est un film de science-fiction britannico-américano-espagnol réalisé par Lennart Ruff, sorti en 2018.

## Synopsis
La Terre est devenue inhabitable, toutes les ressources étant épuisées. L'unique moyen pour continuer à vivre et pour assurer la survie de l'humanité est de coloniser Titan, la lune de Saturne, une planète contraignante et peu adaptée à la biologie humaine. Pour cela, les scientifiques américains décident de créer un nouveau type d'être humain capable de supporter les conditions extrêmes de la lune par le biais de manipulations génétiques. 
Le lieutenant Rick Janssen est un soldat, parmi d'autres cobayes, qui se porte volontaire pour devenir un surhomme. Sa mutation est réussie mais les effets secondaires des expériences militaires le transforment en créature dangereuse pour sa famille, l'armée et pour l'humanité.

## Fiche technique
- Titre original : The Titan
- Titre français : Titan
- Réalisation : Lennart Ruff (de)
- Scénario : Max Hurwitz, d’après l’histoire de Arash Amel
- Direction artistique : Julian R. Wagner
- Décors : Gemma Fauria
- Photographie : Jan-Marcello Kahl
- Montage : Ann-Carolin Biesenbach
- Musique : Fil Eisler
- Production : Arash Amel, Fred Berger, Leon Clarance, Brian Kavanaugh-Jones et Ben Pugh
- Sociétés de production : Amel Company et The Motion Picture Capital ; 42 Productions (coproduction)
- Société de distribution : Netflix (États-Unis)
- Pays d'origine :  Royaume-Uni /  États-Unis /  Espagne
- Langue originale : anglais
- Format : couleur
- Genres : science-fiction
- Durée : 97 minutes
- Dates de sortie :
  - France : 3 février 2018 (Festival international du film fantastique de Gérardmer) ; 30 mars 2018 (e-Cinema)
  - États-Unis : 30 mars 2018 (Netflix)

## Distribution
- Sam Worthington (VF : Adrien Antoine) : Lieutenant Rick Janssen
- Taylor Schilling (VF : Marie Zidi ; VF (Netflix) : Maïa Baran) : Dr. Abigail Janssen
- Tom Wilkinson (VF : Philippe Catoire) : Professeur Martin Collingwood
- Noah Jupe (VF : Maryne Bertieaux) : Lucas Janssen
- Agyness Deyn (VF : Marie Diot ; VF (Netflix) : Audrey D'Hulstère) : Dr. Freya Upton
- Diego Boneta : Dr. Luis Hernandez
- Nathalie Emmanuel (VF : Audrey Sablé) : Warrant officer Tally Rutherford
- Corey Johnson (VF : Jean-Jacques Nervest) : Colonel Jim Petersen
- Aleksandar Jovanovic (de) : Sergent Anton Werner
- Aaron Heffernan : Zane Gorski
- Steven Cree : Major Timothy Pike
- Naomi Battrick : Rayenne Gorski

## Accueil

### Festival et sorties
Titan est sélectionné et présenté en « hors compétition » au Festival international du film fantastique de Gérardmer en février 2018. Il est diffusé le 30 mars 2018 sur e-cinema et Netflix.

### Accueil critique
Sur l'agrégateur américain Rotten Tomatoes, le film récolte 18 % d'opinions favorables pour 28 critiques.